# Ljuba Prenner
Ljuba Prenner, odvetnik in pisatelj, * 19. junij 1906, Fara pri Prevaljah, Koroška, Avstro-Ogrska, † 15. september 1977, Ljubljana, SR Slovenija, SFRJ.

## Življenje
Ljuba Prenner se je rodil leta 1906 na Fari na Prevaljah očetu Jožetu Prennerju in materi Mariji Čerče kot prvorojeni otrok. Krščen je bil kot Amalija Marija, vendar se je že v mladosti uradno preimenoval v Ljubo. Kljub ženskemu imenu se je doživljal kot moški, že od malih nog se je raje družil s fanti kot z dekleti. Leta 1914 se je z družino preselil v Slovenj Gradec. Prva dva razreda ljudske šole je končal v Rušah, leta 1919 pa se je vpisal na ptujsko gimnazijo, kjer je uspešno naredil tri razrede, četrtega pa je opravil na gimnaziji v Celju. Leta 1923 je odšel v Beograd, kjer je končal peti in šesti letnik gimnazije. Leta 1929 se je vrnil v Ljubljano in leto pozneje maturiral. Jeseni istega leta se je vpisal na Pravno fakulteto v Ljubljani, takrat imenovano Juridična fakulteta Kralja Aleksandra I., kjer je leta 1936 diplomiral.
Sodno prakso in odvetniško pripravništvo je do leta 1939 opravljal v Slovenj Gradcu, nato se je preselil v Ljubljano. Istega leta je napisal prvo slovensko kriminalko Neznani storilec in postal član Društva slovenskih pisateljev. Leta 1941 je končal doktorski študij prava in se kot član Komunistične partije Slovenije (KPS) vključil v Osvobodilno fronto OF. Kot državni uradnik v ljubljanski upravi in tajni sodelavec OF je v času okupacije reševal zaprte Slovence iz italijanskih zaporov in taborišč. Leta 1942 je bil zaradi liberalnih idej izključen tako iz KPS kot iz OF.
Po vojni je leta 1946 in 1947 kot odvetnik branil politične nasprotnike nove oblasti. Bil je eden redkih slovenskih odvetnikov, ki so odkrito opozarjali na številne proceduralne nepravilnosti in nehumanost v montiranih sodnih postopkih, ki jih je povsem po vzoru sovjetskega sodstva izvajala povojna jugoslovanska oblast. Le-ta je Prennerja kmalu obtožila, da je na procesih zagovarjal protirevolucionarne elemente, zato so mu leta 1947 prepovedali opravljati odvetniško delo in ga izključili iz Društva slovenskih pisateljev. Zaposlil se je na Slovenski akademiji znanosti in umetnosti, vendar je zaradi aretacije kmalu izgubil službo. Takrat so ga oblasti za 6 tednov zaprle v preiskovalni zapor, in sicer v samico. 12. julija 1949 so dr. Ljubo Prenner za 2 leti poslali na tako imenovano družbeno koristno delo v kazensko delovno taborišče za ženske, Ferdreng na Kočevskem.
Leta 1954 so mu znova omogočili vrnitev med odvetnike in mu v ta namen celo dodelili Ravniharjeve prostore. Začudenje mnogih sodobnikov nad tem dejanjem je v svojih spominih izrazila interniranka in povojna izobčenka Angela Vode, ki v teh spominih, po avtoričini smrti izdanih v knjigi z naslovom Skriti spomin, opisuje tudi to, kako sta Ljuba Prenner in njegov oz. njen nečak Vojo Šerbec, oče pevke zabavne glasbe Barbare Šerbec - Šerbi, v pričakovanju visoke podkupnine na carini namerno zadrževala pisalni stroj, ki ga je Vodetovi iz tujine poslal nečak Janez Spindler. Ker je imel Prenner prepoved objavljanja literarnih del, ta takrat niso nastajala. Upokojil se je leta 1975. V Društvo slovenskih pisateljev je bil znova sprejet leta 1976.

## Transspolnost
Skladno s svojo moško identiteto je od gimnazijskih let nosil fantovska oziroma moška oblačila, imel je kratko pristrižene lase, aktovka, kravata in klobuk pa so bili njegovi prepoznavni znaki. V zasebnih pogovorih in pismih se je izražal v moškem slovničnem spolu. Srbska pesnica Desanka Maksimović, s katero se je spoznal med šolanjem v Beogradu, ga je v pismih imenovala »moj mali dečko«.
Ljuba Prenner je znan po izjavi ob prihodu v novo odvetniško pisarno: »Jaz sem dr. Ljuba Prenner, ne moški ne ženska.«
Ljudje naj bi se mu zaradi njegovega poguma pri življenjskem slogu in odvetniških spretnosti klanjali, za hrbtom pa ga obrekovali. Prenner je zato pravil: »Kdor govori za mojim hrbtom, se z mojo ritjo pogovarja.«
Prav zaradi tega, ker je živel v časih, ko so bile teme transspolnosti še toliko bolj občutljive, je bila literatura zanj edini prostor, v katerem je lahko izražal pravega sebe, prav takšnega kot je, zato v njegovi literaturi pogosto srečamo prvoosebnega moškega pripovedovalca. Še posebej pa ga lahko razpoznamo v romanu Bruc: Roman neznanega slovenskega študenta, kjer svojo zgodbo opisuje kot Lojze Pečolar, svojo stigmo pa je v romanu prikazal z Lojzetovo sošolko Rudo Čerče, trans osebo, moškim, ujetim v ženskem telesu. Do nje so se vsi grdo obnašali, še posebej pa jo je zaničeval in bil do nje posmehljiv profesor Modrijan.
O Ljubi Prennerju je posnet dokumentarni film Dober človek, ki ga je režiral Boris Jurjaševič (2006).

## Delo
Že pred drugo svetovno vojno se je uveljavil kot pisatelj. Pisal je črtice, drame, komedije, librete, povesti in romane, pri tem je črpal predvsem iz kmečkega, malomeščanskega in študentskega življenja. Ker je bil uspešen odvetnik in ker je veliko delal z ljudmi, je spoznal mnogo zgodb, ki jih je rad vključil v svoja dela. Dodatno jih je začinil s satiro in ironijo. V njegovih delih se pogosto srečamo s samim avtobiografskim ozadjem. V več njegovih proznih delih je prvoosebni pripovedovalec moški.
Svoja dela je začel objavljati v časopisu Jutro (1928-1930) in reviji Ženski svet 1930. Poleg krajših spisov pa je leta 1929 napisal tudi otroško zgodbo Skok, Cmok in Jokica (pod psevdonimom tetka Metka) ter povest Trojica. Leta 1936 je objavil povest Življenje za hrbtom, ki govori o obdobju po prvi svetovni vojni, tri leta pozneje (1939) pa je objavil že prej omenjeni prvi slovenski kriminalni roman z naslovom Neznani storilec. Napisal je tudi dramo Veliki mož, ki je bila uprizorjena leta 1943, šaloigro Vasovalci (1950) in libreto za opero Slovo od mladosti (1954).
Kar nekaj proznih del, kot so Bruc, Pod prisilno upravo in Prebujenje umetnika, je ostalo le v rokopisih, Bruca so izdali leta 2006 ob 100. obletnici pisateljevega rojstva. Uredil in jezikovno ga je dodelal Andrej Makuc, spremno besedo pa je k delu dodala Brigita Rajšter.

### Proza
- Trojica (1929) (COBISS)
- Mejniki ali kronika malega sveta v reviji Ženski svet (1936-1938)
- Življenje za hrbtom (1938)
- Neznani storilec (1939) (COBISS)
- Bruc: Roman neznanega slovenskega študenta (2006) (COBISS)
- Pod prisilno upravo (rokopis)
- Prebujenje umetnika (rokopis)

### Mladinska proza
- Skok, Cmok in Jokica v reviji Jutro (1929)
- Spisala tetka Metka v reviji Jutro (1929]

### Dramatika
- Veliki mož (1939) - uprizorjeno v Narodnem gledališču v Ljubljani (1943)
- Vasovalci (1950) (COBISS)
- Libreto Prešeren-Slovo od mladosti (1947) – uprizorjena v ljubljanski Operi (1954) (COBISS)
- Gordijski vozel (1967) – uprizorjeno v Šentjakobskem gledališču v Ljubljani (1972)

### Krajši spisi in črtice
- Pohorska vigred v časopisu Jutro (1930–1931)
- Slovo v časopisu Ženski svet (1930)
- V bojih za naš dom v časopisu Ženski svet (1930)
- Aleluja v časopisu Ženski svet (1930)
- Naša mati v časopisu Ženski svet (1930)
- Pomota v časopisu Ženski svet (1930)
- Materin god v časopisu Ženski svet (1930)
- Preljubi fantič moj v časopisu Ženski svet (1930)
- Božična v časopisu Ženski svet (1930)